# Forgesia racemosa
Forgesia es un género monotípico de plantas con flores pertenecientes a la familia Escalloniaceae. Su única especie: Forgesia racemosa es originaria de la isla de Mauricio.

## Taxonomía
El género fue descrito por Johann Friedrich Gmelin y publicado en Systema Naturae 353. 1791.
Sinonimia
- Defforgia borbonica Lam.
- Forgesia borbonica (Lam.) Pers.[4]